# Samuel G. Hilborn
Samuel Greeley Hilborn, född 9 december 1834 i Minot i Maine, död 19 april 1899 i Washington, D.C., var en amerikansk politiker (republikan). Han var ledamot av USA:s representanthus 1892–1894 och 1895–1899.
Hilborn ligger begravd på Rock Creek Cemetery i Washington, D.C.